# Lauren Dyson
Lauren Dyson, dawniej jako Vanity, następnie Lauren (ur. w Londynie) – brytyjska piosenkarka i autorka tekstów. Jest członkinią niemieckiego zespołu muzyki dance Royal Gigolos.

## Dyskografia

### Single
| Rok  | Tytuł    |
| ---- | -------- |
| 2010 | „V.I.P.” |

#### Z gościnnym udziałem
| Rok                          | Tytuł                                     | Najwyższe pozycje na listach |
| Rok                          | Tytuł                                     | USA DMSA                     |
| ---------------------------- | ----------------------------------------- | ---------------------------- |
| 2005                         | „Frozen” (4 Sins, jako Vanity)            | –                            |
| 2007                         | „Funky Shit” (Tube & Berger, jako Vanity) | –                            |
| 2009                         | „Dancin’” (Ultra DJ’s)                    | –                            |
| 2014                         | „In Your Arms” (Michael Woods)            | 35                           |
| „–” singel nie był notowany. |                                           |                              |

### Pozostałe utwory

#### Z gościnnym udziałem
| Rok  | Tytuł                                                       | Uwagi                             |
| ---- | ----------------------------------------------------------- | --------------------------------- |
| 2007 | „Jump Around” (The Homeboys vs. Nari & Milani, jako Vanity) | –                                 |
| 2007 | „Fetish London” (Mr. Groove & Vergas, jako Vanity)          | Wydany na albumie Club Sound 01   |
| 2009 | „I Can’t Deny” (Basshunter, jako Lauren)                    | Wydany na albumie Bass Generation |

### Współpraca muzyczna
| Rok  | Tytuł             | Artysta           | Album                       | Uwagi              |
| ---- | ----------------- | ----------------- | --------------------------- | ------------------ |
| 2008 | „I Miss You”      | Basshunter        | Now You’re Gone – The Album | Wokale             |
| 2008 | „Love You More”   | Basshunter        | Now You’re Gone – The Album | Wokale (dodatkowe) |
| 2008 | „Dream Girl”      | Basshunter        | Now You’re Gone – The Album | Wokale             |
| 2011 | „Bad Girl”        | Girls’ Generation | Girls’ Generation           | Tekst              |
| 2013 | „Gonna Go My Way” | Eirik Søfteland   | –                           | Tekst              |
| 2013 | „Rainbow”         | Namie Amuro       | Feel                        | Tekst              |
| 2014 | „Oh Oh”           | Anna Abreu        | V                           | Tekst              |

### Teledyski

#### Z gościnnym udziałem
| Rok  | Tytuł                          |
| ---- | ------------------------------ |
| 2014 | „In Your Arms” (Michael Woods) |

## Życie prywatne
Mieszka w Sztokholmie.